# Clayton Lewis
Clayton Rhys Lewis (Wellington, 1997. február 12. –) új-zélandi válogatott labdarúgó, aki jelenleg a Scunthorpe United játékosa.
Bekerült a 2016-os U20-as OFC-bajnokságon, a 2017-es U20-as labdarúgó-világbajnokságon és a 2017-es konföderációs kupán részt vevő keretbe.

## Statisztika
| Válogatott | Szezon   | Mérkőzés | Gól |
| ---------- | -------- | -------- | --- |
| Új-Zéland  | 2015     | 3        | 0   |
| Új-Zéland  | 2016     | 3        | 0   |
| Új-Zéland  | 2017     | 5        | 0   |
| Összesen   | Összesen | 11       | 0   |

## Sikerei, díjai

### Klub
- Auckland City
  - Új-zélandi bajnok – Alapszakasz: 2015–16, 2016–17
  - Új-zélandi bajnok – Rájátszás: 2015–16, 2016–17
  - OFC-bajnokok ligája: 2015–16, 2016–17
  - ASB Charity Cup: 2015–16, 2016–17

### Válogatott
- Új-Zéland U20
  - U20-as OFC-bajnokság: 2016